# Gabriel Ogun
Gabriel Ogun est un boxeur nigérian né le 10 juin 1946 à Epe.

## Carrière
Aux Jeux olympiques d'été de 1968 à Mexico, Gabriel Ogun est éliminé en quarts de finale par l'Américain Harlan Marbley. Toujours dans cette catégorie, il est ensuite médaillé de bronze aux championnats d'Afrique de Nairobi en 1972.